# Richard de Bohon
Pour les autres membres de la famille, voir Famille de Bohun.
Richard de Bohon ou de Bohun, mort le 1er juin 1179, est un évêque de Coutances du XIIe siècle. 

## Biographie
Richard est issu de la famille de Bohon et est fils de Richard de Méry, seigneur de Bohun.
Richard de Bohon, archidiacre de Lisieux, est élu évêque de Coutances en 1151. En 1152 il consacre l'église de l'abbaye de Montebourg et en 1153 celle du prieuré de Saint-Michel-du-Bosc. Il assiste à la translation des reliques de  Guillaume Firmat à l'église de Mortain.
Richard de Bohon a  des bonnes relations avec Thomas Beckett, qui séjourne à Saint-Laut lors de sa fuite de l'Angleterre et l'évêque de Bohon participe à la conférence de conciliation  à Bayeux.

## Source
- Histoire des évêques de Coutances, 1839Numéro de page ?.